# Фаленопсис бахромчатый
Фаленопсис бахромчатый (лат. Phalaenopsis  fimbriata) — эпифитное трявянистое растение семейства Орхидные (Orchidaceae).

## Этимология
Видовое название происходит от латинского слова fimbriatus, a, um. Которое может быть переведено, как: бахромчатый, окаймлённый бахромой, кудрявый, курчавый.
Вид не имеет устоявшегося русского названия, в русскоязычных источниках обычно используется научное название Phalaenopsis fimbriata.
Английское название — The Fimbriate Phalenopsis.

## Синонимы
- Phalaenopsis fimbriata f. alba O.Gruss & Roellke ex Christenson 2001
- Phalaenopsis fimbriata subsp. sumatrana (J.J.Sm.) Christenson 2001
- Phalaenopsis fimbriata var. sumatrana J.J.Sm. 1932
- Polychilos fimbriata (J.J. Sm.) Shim 1982

## Биологическое описание
Относительно мелкое моноподиальное растение. 
 Стебель укороченный, скрыт основаниями листьев. 
 Корни длинные, извилистые, гладкие. 
 Листья слегка выгнутые, продолговато-овальные, сужающиеся к основанию, длиной 15-25 см, шириной от 4 до 7 см. 
 Цветонос изогнутый, ветвящийся, может нести до 20 цветков. 
 Цветки ароматные, от 2,5 до 4 см в диаметре. Окраска от белого до светло-желтого или зеленоватого по краям, губа белая с розовым пятном, розовые пятна могут украшать центры нижних сепалий.

## Ареал, экологические особенности
Острова Ява, Суматра и Саравак. 

Растет на покрытых мхом известняковых скалах и деревьях на высотах от 790 до 1300 метров над уровнем моря. Цветёт в конце лета, осенью. 
В природе редок. Относится к числу охраняемых видов (второе приложение CITES).

## История описания
Впервые найден на острове Ява. Описан датским ботаником Йоханнесом Смитом.

## В культуре
Температурная группа — теплая. Для нормального цветения обязателен перепад температур день/ночь в 5-8°С.
Требования к освещению: 1000—1400 FC, 10760—15064 lx.
Относительная влажность воздуха 65-80 %.
Дополнительная информация о агротехнике в статье Фаленопсис.
Вид активно используется в гибридизации.

## Природные вариации
- Phalaenopsis fimbriata var. sumatrana (J.J.Smith 1932). Синоним: Phalaenopsis fimbriata var. tortilis (Grusss & Rôllke 1992) 
 Цветок на 1/3 крупнее, чем у типовой формы. Встречается только на Суматре, на высотах от 700 до 1300 метров над уровнем моря, иногда соседствуя с Phalaenopsis viridis.
- Phalaenopsis fimbriata var. alba (Grusss & Röllke 1992) 
 Цветок целиком белый.

## Некоторые первичныегибриды(грексы)
- Agus Ligo — Phal. fimbriata х Phal. javanica (Atmo Kolopaking) 1979
- Ambriata — Phal. amabilis х Phal. fimbriata (Fredk. L. Thornton) 1981
- Bimantoro — Phal. wilsonii х Phal. fimbriata (Atmo Kolopaking) 1979
- Boen Soepardi — Phal. fimbriata х Phal. schilleriana (Atmo Kolopaking) 1982
- Borobudur — Phal. equestris х Phal. fimbriata (Atmo Kolopaking) 1980
- Corbriata — Phal. cornu-cervi х Phal. fimbriata (Fredk. L. Thornton) 1968
- Didi — Phal. fimbriata х Phal. celebensis (Atmo Kolopaking) 1985
- Elaine-Liem — Phal. fimbriata х Phal. amboinensis (Atmo Kolopaking) 1972
- Fimbritrana — Phal. sumatrana х Phal. fimbriata (Dr Henry M Wallbrunn) 1970
- Green Imp — Phal. fimbriata х Phal. parishii (Fredk. L. Thornton) 1973
- Green Valley — Phal. fimbriata х Phal. micholitzii (Fredk. L. Thornton) 1972
- Java — Phal. fimbriata х Phal. violacea (Fredk. L. Thornton) 1970
- Jiro Sumichan — Phal. fimbriata х Phal. pantherina (Atmo Kolopaking) 1981
- Kuanida Kristanto — Phal. stuartiana х Phal. fimbriata (Atmo Kolopaking) 1976
- Manbriata — Phal. mannii х Phal. fimbriata (Fredk. L. Thornton) 1968
- Memoria Frederick Thornton — Phal. fimbriata х Phal. cochlearis (Dr Stephen A Pridgen) 1985
- Sandriata — Phal. sanderiana х Phal. fimbriata (Fredk. L. Thornton) 1980
- Vista Freckles — Phal. fimbriata х Phal. mariae (G & B Orchid Laboratory (John Ewing Orchids, Inc.)) 1984
- Widodo — Phal. corningiana х Phal. fimbriata (Atmo Kolopaking) 1981